# 전자인간 오토맨
전자인간 오토맨(영어: Automan)은 1983년부터 1984년까지 미국 CBS에서 방영된 슈퍼히어로물 드라마이다.

## 해외 방영
대한민국
1984년 1월부터 1984년 2월까지 KBS 2TV에서 첫 방영했으며 이후 1985년 3월부터 1985년 7월까지 MBC에서 다시 방영했다.